# Joyeux Muppet Show de Noël
Pour plus de détails, voir Fiche technique et Distribution.
Joyeux Muppet Show de Noël (It's a Very Merry Muppet Christmas Movie) est un téléfilm de Noël américano-canadien diffusé en 2002 et mettant en scène les personnages du Muppet Show créé par Jim Henson. En France, Joyeux Muppet Show de Noël est sorti directement en DVD le 18 novembre 2003 puis diffusé à la TV le 15 décembre 2005.

## Synopsis
À l'approche de Noël une riche banquière essaye de s'emparer du théâtre des Muppets pour construire à la place une boîte de nuit

## Fiche technique
Sauf indication contraire, les informations mentionnées dans cette section peuvent être confirmées par la base de données cinématographiques IMDb,  présente dans la section « Liens externes ».
- Titre original : It's a Very Merry Muppet Christmas Movie
- Titre français : Joyeux Muppet Show de Noël
- Réalisation : Kirk R. Thatcher
- Scénario : Tom Martin et Jim Lewis
- Musique : Mark Watters
- Direction artistique : James Steuart
- Décors : Michael S. Bolton
- Costumes : Polly Smith
- Photographie : Tony Westman
- Son : Larry Stensvold, Richard Taylor
- Montage : Gregg Featherman
- Production : Martin G. Baker et Warren Carr
  - Production déléguée : Juliet Blake et Brian Henson
  - Coproduction : Bill Barretta et Ruth Caruso
- Sociétés de production : Jim Henson Productions, présenté par The Jim Henson Company et NBC
- Sociétés de distribution : NBC (TV États-Unis) ; Chum Television (TV Canada)
- Budget : n/a
- Pays de production :  États-Unis,  Canada
- Langue originale : anglais
- Format : couleur — 1,78:1 (Widescreen 16:9) — son Stéréo
- Genre : comédie, musical, action, aventure, marionnettes
- Durée : 100 minutes
- Date de diffusion[1] :
  - États-Unis : 29 novembre 2002
  - France : 15 décembre 2005
- Classification :
  - États-Unis : des scènes peuvent heurter les enfants - accord parental souhaitable (PG - Parental Guidance Suggested)[N 1]
  - France : tous publics

## Distribution
- Steve Whitmire : Kermit / Rizzo the Rat / Beaker / Bean Bunny / M.. Poodlepants / Statler (manipulation et voix)
- Dave Goelz : The Great Gonzo / Dr Bunsen Honeydew / Waldorf (manipulation et voix)
- Bill Barretta : Pepe the Prawn / Dr Teeth / Rowlf the Dog / Swedish Chef / Johnny Fiama / Bobo the Bear / Howard / Lew Zealand (manipulation et voix)
- Eric Jacobson : Miss Piggy / Fozzie Bear / Animal / Yoda (manipulation et voix)
- Brian Henson : Scooter / Sal Manilla / Janice (manipulation et voix)
- Jerry Nelson : Robin the Frog / Announcer / Pops / Floyd Pepper / Kid #1 (manipulation et voix) ; / Statler (manipulation)
- Kevin Clash : Sam the Eagle (voix)
- David Arquette : Daniel
- Joan Cusack : Rachel Bitterman
- Matthew Lillard : Luc Fromage
- William H. Macy : Glenn
- Whoopi Goldberg : Daniel's « boss » (la « patronne » de Daniel)
- Mel Brooks : Joe Snow (voix)

## Voix françaises
- Luq Hamet : Kermit / Pops / Waldorf
- Claire Nadeau : Miss Piggy
- Jean-François Kopf : Gonzo
- Emmanuel Curtil : Pépé / Scooter / Statler
- Lionel Tua : Fozzie / Luc Fromage
- Gérard Rinaldi : Johnny Fiamma
- William Coryn : Walbec Bunsen
- Laurent Morteau : Rizzo
- Gérard Surugue : Sam L'aigle
- Michel Ruhl : Joey Flocon
- Georges Caudron : Daniel
- Michèle Brulé : Rachel Bitterman
- Maïk Darah : La patronne de Daniel
- Philippe Bellay : Glen

## Diffusions TV
Sauf indication contraire, les informations mentionnées dans cette section peuvent être confirmées par la base de données cinématographiques IMDb,  présente dans la section « Liens externes ».
- États-Unis : 20 novembre 2002
- Italie : 24 décembre 2003
- Royaume-Uni : 31 décembre 2003
- Hongrie : 24 décembre 2004
- Pays-Bas : 25 décembre 2004
- Japon : 19 décembre 2005
- France : 15 décembre 2005
- Australie : 30 octobre 2006
- Brésil : 20 novembre 2006

## Sorties vidéo
Sauf indication contraire, les informations mentionnées dans cette section peuvent être confirmées par la base de données cinématographiques IMDb,  présente dans la section « Liens externes ».
sortie directement en vidéo
- Islande : 4 décembre 2003

sortie directement en DVD
- Espagne : 28 octobre 2003
- Allemagne : 17 novembre 2003
- France : 18 novembre 2003[2]
- Pays-Bas : 2 décembre 2003
- Japon : 19 décembre 2003

## Nominations
Source : Internet Movie Database
- Primetime Emmy Awards : musique et paroles exceptionnelles pour Desmond Child et Davitt Sigerson (pour la chanson Everyone Matters)
- Satellite Awards : meilleur DVD jeunesse